# Chiesa di Santa Maria Maggiore (Caprino Veronese)
La chiesa di Santa Maria Maggiore è la parrocchiale di Caprino Veronese, in provincia e diocesi di Verona; fa parte del vicariato del Lago Veronese-Caprino.

## Storia
La prima citazione della pieve di Caprino Veronese risale all'810. Tra i secoli XII e XIII la pieve fu ricostruita in stile romanico e a tre navate.
La nuova parrocchiale venne edificata su progetto di Adriano Rossi tra il 1767 ed il 1786 e consacrata l'8 ottobre di quello stesso anno dal vescovo di Verona Giovanni Morosini. Due anni dopo papa Pio VI aggregò questa chiesa alla basilica di San Giovanni in Laterano. Tra il 1984 ed il 1986 la parrocchiale venne ristrutturata e, nel 2004, anche il campanile fu restaurato.

## Descrizione

### Esterno
Nel cantiere furono usati marmi bianchi e rossi di Lubiara. Nel protiro della facciata si vedono le statue di Maria Immacolata tra due angeli, mentre nella parte superiore si possono osservare le due statue degli Evangelisti Marco e Luca; entro nicchie marmoree, invece, si posizionano poi Giovanni e Matteo; ai lati, su pinnacoli, vi sono gli apostoli Pietro e Paolo.

### Interno
Opere di pregio custodite all'interno della chiesa sono gli altari laterali del Crocifisso, di San Giacomo e della Madonna della Salute, il ciclo pittorico raffigurante Storie della Madonna, eseguito da Luigi Marai nel 1879, l'affresco dell'Incoronazione di Maria, opera del 1783 di Bartolomeo Zeni, la pala del 1829 il cui soggetto è l'Assunzione di Maria.
Il soffitto interno è decorato con due medaglioni rappresentati l'Assunzione e l'Incoronazione di Maria, opera di Bartolomeo Zeni, nel 1783, il quale fece anche i quattro Dottori dipinti nel cielo del presbiterio. Accanto all’entrata principale si osservano due acquasantiere dello scultore Antonio Tinelli di Montecchio, mentre l'edicola battesimale contiene una vasca ottagonale di marmo rosso con al centro uno stemma probabilmente da attribuire all’antica pieve. La vasca è datata al XV secolo.
L’altare barocco, di marmi multicolore, presenta una pala raffigurante la Madonna con Bambino e cinque santi (Michele arcangelo, Francesco d’Assisi, Andrea Apostolo, Ludovico e Girolamo). Ai suoi lati si posizionano le statue di S. Teresa del Bambin Gesù e di S. Antonio da Padova.
Un secondo altare, in marmo di Varena, completato nel 1886, fu fatto per la venerazione di un Crocifisso in legno datato al XV secolo. A destra di questo si trova la statua del Sacro Cuore di Gesù.
L’altare maggiore, costruito dopo l’1836, presenta ai lati due Cantonerie del 1877, una delle quali ospita un organo del 1805. Il coro è rivestito di Stalli e nel catino dell’abside si può osservare il quadro dell’Assunta, attribuito e donato dalla marchesa Carlotti nel 1829.
Un altro altare lungo la parete destra, in marmo bianco di Carrara, risale al 1838, nella cui nicchia è presente una statua in legno dorato della Vergine con Bambino sulle ginocchia datato al 1500. Infine, un quinto altare è datato alla prima metà del Settecento.